# André Wilmart
Dom Henri Marie André Wilmart est un moine bénédictin, spécialiste dans l'étude des textes spirituels du Moyen Âge, né à Orléans le 28 janvier 1876, et mort à Paris le 21 avril 1941.

## Biographie
André Wilmart a fait ses études classiques au petit séminaire « Sainte-Croix » d'Orléans. Il a passé son baccalauréat ès-lettres à la Sorbonne (en 1893 pour la seconde partie). Il étudie pour la licence ès-lettres à l'Institut catholique de Pariset à la Sorbonne. Il est licencié ès-lettres le 29 juillet 1895. Il prépare ensuite le diplôme à l'École pratique des hautes études, dans la section des sciences philologiques, où il a eu professeurs le latiniste Louis Havet et l'helléniste Alexandre-Marie Desrousseaux. Avec Louis Havet il s'est formé à la critique verbale et l'établissement critique des textes latins. Pendant ces études, il fait la rencontre de Pierre Batiffol par l'intermédiaire de Dom Louis Baillet, moine de Solesmes et ami de Charles Péguy. Mgr Batiffol, aumônier du collège Sainte-Barbe de Paris, entre 1889 et 1898, réunissait chez lui des étudiants dont  Louis Gillet et Jérôme Tharaud. Mgr Batiffol lui a conseillé de quitter ses études à l'École pratique des hautes études pour entrer au Grand séminaire. Il est entré en 1897 au séminaire Saint-Sulpice.
Il reçoit la tonsure des mains du cardinal François Richard de La Vergne, archevêque de Paris, le 3 juin 1898. Après une retraite à l'abbaye Saint-Pierre de Solesmes, il décide d'entrer, en septembre 1899, au noviciat de l'abbaye. Il a fait sa profession monastique le 24 juin 1901. La loi sur les associations du 1er juillet 1901 entraîne l'expulsion des moines de l'abbaye de Solesmes. Ils trouvent refuge à Appuldurcombe House sur l'île de Wight. Il reçoit l'ordination sacerdotale le 24 juin 1906. À la sortie de la messe d'ordination, le Père Dom Delatte lui annonce qu'il est envoyé à l'abbaye Saint-Michel de Farnborough, alors prieuré, qui a été fondée en 1895 avec l'aide de l'impératrice Eugénie. En 1903, ce prieuré est élevé au rang d'abbaye de Solesmes sous la direction de Dom Cabrel. Dom Wilmart est resté moine de cette abbaye jusqu'à sa mort.
Pendant la Première Guerre mondiale il a d'abord été infirmier, puis, à la fin de 1914, il a été secrétaire de la Mission militaire française à Londres.
En juin 1928, Mgr Giovanni Mercati, préfet de la Bibliothèque Vaticane, demande à l'abbé de Farnborough de l'envoyer à la Bibliothèque apostolique vaticane. À partir de janvier 1929, il commence le catalogue des Reginenses latini. Pendant une dizaine d'année, il a publié les notices de 500 manuscrits. En 1932, il a publié Auteurs spirituels et textes dévots du Moyen Âge latin, et en 1933 les Analecta Reginensia. Il est encore à Rome à la déclaration de guerre, en 1939, mais quitté la ville pour Paris, quand l'Italie déclare la guerre en juin 1940. Il travaille sur des notices sur des manuscrits de la Bibliothèque nationale de France. Il meurt à la suite d'une opération chirurgicale, le 21 avril 1941.

## Publications

### Livres
- (la) Pierre Batiffol et André Wilmart, Tractatus Origenis de libris SS. scripturarum, Paris, Alphonse Picard et fils, 1900, 226 p. (lire en ligne)
- La tradition des opuscules dogmatiques de Foebadius, Gregorius Illiberitanus, Faustinus, Vienne, Alfred Hölder, coll. « « Sitzungsberichte » der Kais. Akademie der Wissenschaften in Wien. Philosophisch-Historische Klasse » (no 159), 1908, 34 p.
- « Bobbio (manuscrits de). Bobbio (missel) », dans Dictionnaire d'archéologie chrétienne et de liturgie, t. 2. 1re partie B, 1910 (lire en ligne), col. 935-962
- (en) Dom André Wilmart, E.A. Lowe et Henry Austin Wilson, The Bobbio missal (Ms. Paris, Lat. 13246) : Notes and studies, vol. LXI, Henry Brashaw Society, 1924, VII-160 p.
- Dom André Wilmart et J. Walter, L’ancien Cantatorium de l’Eglise de Strasbourg, Colmar, Editions Alsatia, 1928, XXI-115 p.
- Auteurs spirituels et textes dévots du Moyen âge latin : Études d'histoire littéraire, Paris, Bloud et Gay, 1932, 636 p.

- Analecta reginensia : Extraits des manuscrits latins de la reine Christine conservés au Vatican, Cité du Vatican, Bibliothèque apostolique vaticane, coll. « Studi e Testi » (no 59), 1933, 377 p. (lire en ligne)
- Le lectionnaire d'Alcuin, Rome, Ephemerides liturgicae, 1937
- Le recueil des pensées du B. Guigue : Meditationes Gvigonis prioris cartvsiae Édition complète accompagnée de tables et d'une traduction, Paris, Librairie philosophique J. Vrin, coll. « Études de philosophie médiévale » (no 22), 1936, 290 p.
- « Un répertoire d'exégèse composé en Angleterre vers le début du XIIIe siècle », dans Mémorial Lagrange, Paris, J. Gabalda, 1940, 307-346 p.
- (la) Precum libelli quattuor aevi Karolini : nunc primum publici iuris facti, cum aliorum indicibus, Rome, Ephemerides liturgicae, 1940
- Le «Jubilus» dit de saint Bernard (Études avec texte), Rome, Edizioni di Storia e Litteratura, 1944, x-292

### Articles
- « Les « Tractatus » sur le cantique attribué à Grégoire d'Elvire », Bulletin de littérature ecclésiastique,‎ 1906, p. 233-299 (lire en ligne)
- « L’AD CONTANTIVM LIBER PRIMVS de saint Hilaire de Poitiers et les Fragments historiques », Revue bénédictine, t. 24,‎ 1907, p. 149-179, 291-317 (lire en ligne)
- « Les Fragments historiques et le synode de Béziers de 356 », Revue bénédictine, t. 25,‎ 1908, p. 225-229 (lire en ligne)
- « La question du pape Libère », Revue bénédictine, t. 25,‎ 1908, p. 360-367 (lire en ligne)
- « L’ITINERARIVM EVCHERIAE », Revue bénédictine, t. 25,‎ 1908, p. 360-467 (lire en ligne)
- « Arca Noe », Revue bénédictine, t. 26,‎ 1909, p. 1-12 (lire en ligne)
- « Trois nouveaux fragments de l'ancienne version latine des prophètes », Revue bénédictine, t. 26,‎ 1909, p. 145-162 (lire en ligne)
- « Un missel grégorien ancien », Revue bénédictine, t. 26,‎ 1909, p. 281-300 (lire en ligne)
- « Un mot d'explication à propos de trois nouveaux fragments des prophètes », Revue bénédictine, t. 26,‎ 1909, p. 384-386 (lire en ligne)
- « Les Monita de l'abbé Porcaire », Revue bénédictine, t. 26,‎ 1909, p. 475-480 (lire en ligne)
- « Le De Mysteriis de saint Hilaire au Mont-Cassin », Revue bénédictine, t. 27,‎ 1910, p. 12-21 (lire en ligne)
- « MISSA CATHECUMENORUM », Revue bénédictine, t. 27,‎ 1910, p. 109-113 (lire en ligne)
- « Le discours de saint Basile sur l'ascèse en latin », Revue bénédictine, t. 27,‎ 1910, p. 226-233 (lire en ligne)
- « Extraits d’ACTA PAVLI », Revue bénédictine, t. 27,‎ 1910, p. 402-412 (lire en ligne)
- « Le prétendu LIBER OFFICIORVM de saint Hilaire et l'avent liturgique », Revue bénédictine, t. 27,‎ 1910, p. 500-513 (lire en ligne)
- « Un anonyme ancien de X. Virginibus », Bulletin d'ancienne littérature et d'archéologie chrétiennes, t. 1,‎ 1911, p. 45
- « L'ancienne version latine du cantique I-III, 4 », Revue bénédictine, t. 28,‎ 1911, p. 11-36 (lire en ligne)
- « Egeria », Revue bénédictine, t. 28,‎ 1911, p. 68-75 (lire en ligne)
- « Les versions latines des sentences d'Évagre pour les Vierges », Revue bénédictine, t. 28,‎ 1911, p. 143-153 (lire en ligne)
- « Le psautier de la Reine n.11. Sa provenance et sa date », Revue bénédictine, t. 28,‎ 1911, p. 341-376 (lire en ligne)
- « L'âge et l'ordre des messes de Mone », Revue bénédictine, t. 28,‎ 1911, p. 377-390 (lire en ligne)
- « Un manuscrit du Tractatus du faux Origène espagnol sur l'arche de Noé », Revue bénédictine, t. 29,‎ 1912, p. 47-59 (lire en ligne)
- « Encore Egeria », Revue bénédictine, t. 29,‎ 1912, p. 91-96 (lire en ligne)
- « Un bref traité de saint Augustin contre les donatistes », Revue bénédictine, t. 29,‎ 1912, p. 148-167 (lire en ligne)
- « Une contribution à l'histoire de la minuscule latine », Revue bénédictine, t. 29,‎ 1912, p. 195-208 (lire en ligne)
- « Fragments du Ps-Origène sur le psaume XCI dans une collection espagnole », Revue bénédictine, t. 29,‎ 1912, p. 274-293 (lire en ligne)
- « Le feuillet oncial de Besançon », Revue bénédictine, t. 29,‎ 1912, p. 294-303 (lire en ligne)
- « Fragments grecs et latins de l'Évangile de Barthélemy », Revue biblique, vol. 10, no 2,‎ avril 1913, p. 161-190,et juillet 1913, vol.10, no 3, p. 321-368
- « Une version latine de la vie de saint Antoine », Revue bénédictine, t. 31,‎ 1914-1919, p. 162-173 (lire en ligne)
- « Le commentaire sur les psaumes imprimé sous le nom de Rufin », Revue bénédictine, t. 31,‎ 1914-1919, p. 258-276 (lire en ligne)
- « Un manuscrit oublié de l'opuscule de saint Victrice », Revue bénédictine, t. 31,‎ 1914-1919, p. 333-342 (lire en ligne)
- « L'ancienne bibliothèque de Clairvaux », Mémoires de la Société d'agriculture, sciences et arts du département de l'Aube, t. 54,‎ 1917, p. 127-190 (lire en ligne)
- « Un manuscrit de Tertullien retrouvé », Comptes rendus des séances de l'Académie des Inscriptions et Belles-Lettres, t. 64, no 4,‎ 1920, p. 380-386 (lire en ligne)
- « Les Allégories sur l'écriture attribuées à Raban Maur », Revue bénédictine, t. 32,‎ 1920, p. 47-56 (lire en ligne)
- « Le commentaire des bénédictions de Jacob attribué à Paulin de Milan », Revue bénédictine, t. 32,‎ 1920, p. 57-63 (lire en ligne)
- « Deux expositions d'un évêque Fortunat sur l'Évangile », Revue bénédictine, t. 32,‎ 1920, p. 160-174 (lire en ligne)
- « Un sermon de saint Optat pour la fête de Noël », Revue des sciences religieuses, t. 2, no 3,‎ 1922, p. 271-302 (lire en ligne)
- « L'hymne de Paulin d'Aquilée sur Lazare », Revue bénédictine, t. 34,‎ 1922, p. 27-45 (lire en ligne)
- « Le Samedi-Saint monastique », Revue bénédictine, t. 34,‎ 1922, p. 159-163 (lire en ligne)
- « Lettres de l'époque carolingienne », Revue bénédictine, t. 34,‎ 1922, p. 234-245 (lire en ligne)
- « Le vrai pontifical de Prudence de Troyes », Revue bénédictine, t. 34,‎ 1922, p. 282-293 (lire en ligne)
- « Les ordres du Christ », Revue des sciences religieuses, t. 3, no 3,‎ 1923, p. 305-327 (lire en ligne)
- « Les compositions d'Osbert de Clare en l'honneur de sainte Anne », Annales de Bretagne et des pays de l'Ouest, t. 37, nos 1-2,‎ 1925, p. 1-33 (lire en ligne)
- « Remarques sur un lectionnaire de Chartres copié à Tours », Comptes rendus des séances de l'Académie des Inscriptions et Belles-Lettres, t. 69, no 4,‎ 1925, p. 290-298 (lire en ligne)
- « Alain Le Roux et Alain Le Noir, Comtes de Bretagne », Annales de Bretagne et des pays de l'Ouest, t. 38, no 3,‎ 1928, p. 576-602 (lire en ligne)
- « Un développement inédit dans le sermon CXLII de saint Augustin », Revue d'Ascétisme et de Mystique, vol. 9, no 35,‎ 1928, p. 282-290 (lire en ligne)
- « Les prières de saint Pierre Damien pour l'adoration de la Croix », Revue des sciences religieuses, t. 9, no 4,‎ 1929, p. 513-523 (lire en ligne)
- « Un sermon de saint Augustin sur la prière citée par Bède », Revue bénédictine, t. 41,‎ 1929, p. 5-14 (lire en ligne)
- « Les prières envoyées par saint Anselme à la comtesse Mathilde en 1104 », Revue bénédictine, t. 41,‎ 1929, p. 35-45 (lire en ligne)
- « Le texte de la prière d'Aelred », Revue bénédictine, t. 41,‎ 1929, p. 74 (lire en ligne)
- « Un nouveau sermon de saint Augustin sur deux pêches », Revue bénédictine, t. 41,‎ 1929, p. 144-155 (lire en ligne)
- « Un prétendu sermon pascal de saint Augustin », Revue bénédictine, t. 41,‎ 1929, p. 197-203 (lire en ligne)
- « La Trinité des Scots à Rome et les notes du VAT.LAT.378 », Revue bénédictine, t. 41,‎ 1929, p. 218-230 (lire en ligne)
- « L'art poétique de Geoffroi de Vinsauf et les commentaires de Barthélemy de Pise », Revue bénédictine, t. 41,‎ 1929, p. 271-275 (lire en ligne)
- « Les manuscrits des Confessions de saint Augustin répertoire méthodologique », Revue bénédictine, t. 41,‎ 1929, p. 325-332 (lire en ligne)
- « Le recueil des poèmes et des prières de saint Pierre Damien », Revue bénédictine, t. 41,‎ 1929, p. 342-357 (lire en ligne)
- « Un évangéliaire de Ratisbonne dans le fonds de la reine », Revue bénédictine, t. 41,‎ 1929, p. 368-370 (lire en ligne)
- « Le psautier de Nonantola », Revue bénédictine, t. 41,‎ 1929, p. 370-372 (lire en ligne)
- (en) « The Prayers of the Bury Psalter », The Downside Review, vol. 48,‎ 1930, p. 198-216
- « Un sermon africain sur les noces de Cana passé sous le nom de Saint Augustin », Revue bénédictine, t. 42,‎ 1930, p. 5-18 (lire en ligne)
- « L’exemplaire lyonnais de l’Exposition de Florus sur les Épitres et ses derniers feuillets », Revue bénédictine, t. 42,‎ 1930, p. 73-76 (lire en ligne)
- « Allocutions de saint Augustin pour la vigile pascale et compléments des sermons sur l'alleluia », Revue bénédictine, t. 42,‎ 1930, p. 136-142 (lire en ligne)
- « Une lettre sans adresse écrite vers le milieu du IXe siècle », Revue bénédictine, t. 42,‎ 1930, p. 149-162 (lire en ligne)
- « Le copiste du sacramentaire de Gellone au service du chapitre de Cambrai », Revue bénédictine, t. 42,‎ 1930, p. 210-222 (lire en ligne)
- « Manuscrits du De Catechizandis Rudibus », Revue bénédictine, t. 42,‎ 1930, p. 263-265 (lire en ligne)
- « Un nouveau témoin de l'écriture ab de Corbie », Revue bénédictine, t. 42,‎ 1930, p. 269-272 (lire en ligne)
- « Le sermon de saint Augustin sur les prédicateurs de l'Évangile », Revue bénédictine, t. 42,‎ 1930, p. 301-315 (lire en ligne)
- « Un passage sauté dans l'ouvrage de Florus contre Jean Scot », Revue bénédictine, t. 42,‎ 1930, p. 372-373 (lire en ligne)

« Le premier ouvrage de saint Anselme contre le trithéisme de Roscelin », Recherches de théologie ancienne et médiévale, t. 3,‎ 1931, p. 20-36
- « Les ouvrages d'un moine du Bec. Un débat sur la profession monastique au XIIe siècle », Revue bénédictine, t. 44,‎ 1932, p. 21-46 (lire en ligne)
- « Les fragments wisigothiques d'Osma », Revue bénédictine, t. 44,‎ 1932, p. 77-80 (lire en ligne)
- « Une lettre de saint Pierre Damien à l'impératrice Agnès », Revue bénédictine, t. 44,‎ 1932, p. 125-146 (lire en ligne)
- « Le morceau final du sermon 317 de saint Augustin pour la fête de saint Étienne », Revue bénédictine, t. 44,‎ 1932, p. 200-206 (lire en ligne)
- « Hommage des mauristes R. Morel et N. Le Nourry », Revue bénédictine, t. 44,‎ 1932, p. 265-268 (lire en ligne)
- « Deux pièces relatives à l'abdication de Pons abbé de Cluny en 1122 », Revue bénédictine, t. 44,‎ 1932, p. 351-353 (lire en ligne)
- « Finian parmi les moines romains de la Trinité des Scots », Revue bénédictine, t. 44,‎ 1932, p. 359-361 (lire en ligne)
- « La bénédiction du lait et du miel dans l'euchologe Barberini », Revue bénédictine, t. 45,‎ 1933, p. 10-18 (lire en ligne)
- « Les textes latins de la lettre de Palladius sur les mœurs des brahmanes », Revue bénédictine, t. 45,‎ 1933, p. 29-41 (lire en ligne)
- « Nouvelles de Rome au temps d'Alexandre III (1170) », Revue bénédictine, t. 45,‎ 1933, p. 62-78 (lire en ligne)
- « Jarnogonus correspondant de Geoffroy de Vendôme », Revue bénédictine, t. 45,‎ 1933, p. 79-82 (lire en ligne)
- « La composition de la petite chronique de Marseille jusqu'au début du XIIIe siècle (Regin. Lat. 123) », Revue bénédictine, t. 45,‎ 1933, p. 142-159 (lire en ligne)
- « Le TRACTATUS THEOLOGICUS attribué à Hildebert », Revue bénédictine, t. 45,‎ 1933, p. 163-154 (lire en ligne)
- « L'admonition de Jonas au roi Pépin et le florilège canonique d'Orléans », Revue bénédictine, t. 45,‎ 1933, p. 214-233 (lire en ligne)
- « Opuscules choisis de Hugues de Saint-Victor », Revue bénédictine, t. 45,‎ 1933, p. 242-248 (lire en ligne)
- « Grands poèmes inédits de Bernard le Clunisien », Revue bénédictine, t. 45,‎ 1933, p. 249-251 (lire en ligne)
- « La collection d'Ebrach », Revue bénédictine, t. 45,‎ 1933, p. 312-331 (lire en ligne)
- « Une source carolingienne des catéchèses celtiques », Revue bénédictine, t. 45,‎ 1933, p. 350-351 (lire en ligne)
- « Edmeri Cantuariensis cantoris nova opuscula de sanctorum veneratione et obsecratione », Revue des sciences religieuses, t. 15, no 2,‎ 1935, p. 184-219 (lire en ligne), tome=15, no 3, p. 354-379
- « Le florilège de Saint-Gatien. Contribution à l'étude des poèmes d'Hildebert et de Marbode », Revue bénédictine, t. 48,‎ 1936, p. 3-40, 147-181, 235-258 (lire en ligne)
- « Textes attribués à saint Anselme », Revue bénédictine, t. 48,‎ 1936, p. 71-79 (lire en ligne)
- « Le manuel de prières de saint Jean Gualbert », Revue bénédictine, t. 48,‎ 1936, p. 259-299 (lire en ligne)
- « Un billet littéraire sur le retour du printemps dans un manuscrit de Saint-Victor », Revue bénédictine, t. 48,‎ 1936, p. 349-354 (lire en ligne)
- « Deux préfaces spirituelles de Jean de Fécamp », Revue d'Ascétisme et de Mystique, t. 18,‎ 1937, p. 3-44 (lire en ligne)
- « Mètres et rythmes carolingiens », Archivum Latinitatis Medii Aevi, t. 15, no 2,‎ 1940, p. 195-211 (lire en ligne)